# (69418) 1995 WX42
1995 دابليو أكس 42 (ويعرف أيضًا باسم (69418) 1995 دابليو أكس 42 وفق تسمية الكوكب الصغير) (بالإنجليزية: 1995 WX42)‏ هو كويكب ضمن حزام الكويكبات؛ وترتيبه 69418 من حيث الاكتشاف.
اكتُشف هذا الجُرم الفلكي بواسطة هيروشي كانيدا في 25 نوفمبر 1995.

## وصلات خارجية
- (69418) 1995 WX42 في قاعدة بيانات مختبر الدفع النفاث لأجرام النظام الشمسي الصغيرة

- الاكتشاف · مخطط المدار ·  العناصر المدارية · المعلمات المادية

- (69418) 1995 WX42 على موقع ويكي سكاي: DSS2, SDSS, GALEX, IRAS, Hydrogen α, X-Ray, Astrophoto, Sky Map, Articles and images